# Psychosociologie
 (février 2022).
- Si vous ne connaissez pas le sujet, laissez ce bandeau (vous pouvez alors contacter les auteurs).
- Si vous supprimez le contenu mis en cause (vous pouvez préalablement contacter les auteurs),

argumentez précisément cette suppression dans la page de discussion
(un manque de référence n'est pas un argument ; une recherche réelle de référence doit avoir été effectuée, être formellement documentée).
 (mars 2022).
La psychosociologie est l'étude des problèmes communs à la psychologie et à la sociologie, s'intéressant en particulier à la façon dont le comportement individuel est influencé par les groupes auxquels appartient l'individu.
Il s'agit d'un courant transdisciplinaire d'apparition récente qui rassemble des psychologues, des sociologues et des scientifiques de différentes branches.

## Relation avec la psychologie sociale
Pour les uns[Qui ?], la psychosociologie est la forme de psychologie sociale qui part des phénomènes psychologiques proprement collectifs qui vont au-delà des motivations individuelles. 
Pour les autres[Qui ?], elle se distingue de la psychologie sociale en ce sens qu'il s'agit d'un mode de traitement de l'individu essentiellement pratique[pas clair].

## Champ d'application
La psychosociologie puise ses sources théoriques dans les différents courants des sciences humaines et continue d'ailleurs de subir de multiples influences. 
- On recense tout d'abord les apports à orientation collective comme ceux de la sociologie avec Émile Durkheim, Max Weber, Norbert Elias, Cornelius Castoriadis et Georg Simmel.
- Viennent ensuite des apports orientés sur l'étude du psychisme, la psychologie sociale avec Kurt Lewin et Gabriel Tarde, la psychologie humaniste d'Abraham Maslow ou de Carl Rogers et la psychologie socio-culturelle de Jerome Bruner.
- Enfin, on peut noter un troisième courant axé sur les aspects thérapeutiques et cliniques tel que l'ethnopsychiatrie avec Georges Devereux, la psychanalyse avec Sigmund Freud et Wilfred Bion et le jeu de rôle (psychodrame) avec Jacob Levy Moreno.

Ces trois écoles ne sont toutefois pas séparées et irréductibles -même si elles recouvrent des courants parmi les psychosociologues -qu'explique souvent leur formation initiale- des liens nombreux existent, ne serait-ce qu'avec les apports de l'interactionnisme symbolique de Erving Goffman ou par exemple les travaux de Jacob Levy Moreno dont le psychodrame est rattaché au courant clinique et le jeu de rôle au courant de la psychologie sociale[pas clair].
La cohérence interne de la psychosociologie n'exclut donc pas la diversité de ses orientations qui diffèrent en effet parfois profondément, tant du point de vue des thèmes et des orientations théoriques que de celui des méthodes et des visées. Au fil du temps, cependant, en France en particulier, se différenciant de plus en plus de la psychologie sociale universitaire largement dominée par l'épistémologie expérimentale, une psychosociologie clinique a pris forme. 
On peut ainsi constater une convergence sur un certain nombre de positions essentielles; une attention particulière aux rapports à autrui, en respectant la singularité et la capacité d'évolution et d'apprentissage de chacun; une conception du changement mettant l'accent sur les processus plus que sur les états; une prise en compte des phénomènes affectifs et inconscients affectant les conduites et les représentations individuelles et collectives, et de l'implication des chercheurs et des intervenants dans les questions qu'ils étudient ou par rapport auxquelles ils interviennent ; des idées favorisant l'autonomie des personnes et leur participation effective à la vie de leurs organisations ainsi qu'au traitement des problèmes qui les concernent.
La psychosociologie, à l'inverse de la sociologie, ne fait pas de césure entre l'individu et le collectif. Elle étudie les conduites humaines et les phénomènes sociaux comme des processus relationnels à l’intérieur desquels le psychologique et le collectif sont indissociables.  Elle analyse l’articulation, les interactions entre l’individuel et le collectif.
Elle appréhende donc l’humain comme un être relationnel, une réalité interactive, au cœur d'un jeu d’influence entre contrainte et contrôle d’une part, écart et autonomie d'autre part.
En France, depuis les années 1970, plusieurs courants de psychosociologie clinique ont été développés, notamment en sciences de l'éducation et dans le travail social. René Barbier, professeur émérite à l'université Paris 8 a synthétisé, leur évolution historique dans un article du « journal des chercheurs ».

## Revues de psychosociologie
- Nouvelle revue de psychosociologie
- Revue internationale de psychosociologie
- Présences: revue d'étude des pratiques psychosociales